# Meridiano 70 este
El meridiano 70 este es una línea de longitud que se extiende desde el Polo Norte atravesando el Océano Ártico, Asia, el Océano Índico, el Océano Antártico y la Antártida hasta el Polo Sur.
El meridiano 70 este forma un gran círculo con el meridiano 110 oeste.
Durante la Segunda Guerra Mundial, el meridiano 70 fue propuesto como una línea divisoria en Asia entre las zonas de influencia nazi, japonesa e italiana.

## De Polo a Polo
Comenzando en el Polo Norte y dirigiéndose hacia el Polo Sur, el meridiano atraviesa:
| Coordenadas                      | País, territorio o mar                   | Notas                                                                     |
| -------------------------------- | ---------------------------------------- | ------------------------------------------------------------------------- |
| 90°0′N 70°0′E / 90.000, 70.000   | Océano Ártico                            | Mar de Kara                                                               |
| 81°0′N 70°0′E / 81.000, 70.000   | Mar de Kara                              |                                                                           |
| 73°11′N 70°0′E / 73.183, 70.000  | Rusia                                    | Isla de Bely                                                              |
| 73°0′N 70°0′E / 73.000, 70.000   | Estrecho de Malygina                     |                                                                           |
| 72°52′N 70°0′E / 72.867, 70.000  | Rusia                                    |                                                                           |
| 55°11′N 70°0′E / 55.183, 70.000  | Kazajistán                               |                                                                           |
| 41°47′N 70°0′E / 41.783, 70.000  | Uzbekistán                               |                                                                           |
| 40°44′N 70°0′E / 40.733, 70.000  | Tayikistán                               |                                                                           |
| 40°14′N 70°0′E / 40.233, 70.000  | Kirguistán                               |                                                                           |
| 39°32′N 70°0′E / 39.533, 70.000  | Tayikistán                               |                                                                           |
| 37°33′N 70°0′E / 37.550, 70.000  | Afganistán                               |                                                                           |
| 34°3′N 70°0′E / 34.050, 70.000   | Pakistán                                 | Áreas tribales                                                            |
| 33°44′N 70°0′E / 33.733, 70.000  | Afganistán                               |                                                                           |
| 33°8′N 70°0′E / 33.133, 70.000   | Pakistán                                 | Áreas tribales Baluchistán Punjab Baluchistán - durante 10 km Punjab Sind |
| 27°32′N 70°0′E / 27.533, 70.000  | India                                    | Rajastán                                                                  |
| 26°35′N 70°0′E / 26.583, 70.000  | Pakistán                                 | Sind                                                                      |
| 24°10′N 70°0′E / 24.167, 70.000  | India                                    | Guyarat                                                                   |
| 22°54′N 70°0′E / 22.900, 70.000  | Océano Índico                            | Golfo de Kutch                                                            |
| 22°35′N 70°0′E / 22.583, 70.000  | India                                    | Guyarat                                                                   |
| 21°12′N 70°0′E / 21.200, 70.000  | Océano Índico                            |                                                                           |
| 49°9′S 70°0′E / -49.150, 70.000  | Tierras Australes y Antárticas Francesas | Kerguelen                                                                 |
| 49°43′S 70°0′E / -49.717, 70.000 | Océano Índico                            |                                                                           |
| 60°0′S 70°0′E / -60.000, 70.000  | Océano Antártico                         |                                                                           |
| 68°15′S 70°0′E / -68.250, 70.000 | Antártida                                | Territorio Antártico Australiano, reclamado por Australia                 |